# 红脚鹬

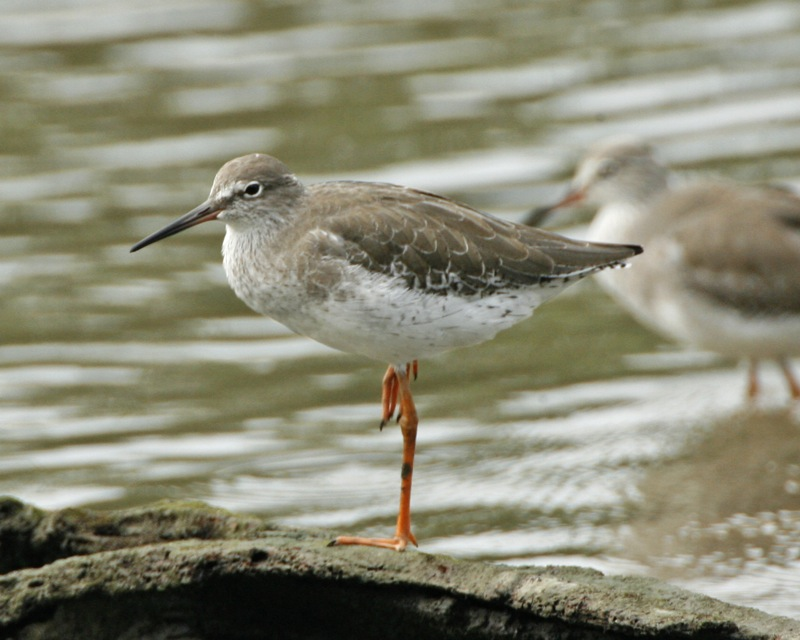
冬羽, 攝於 新加坡

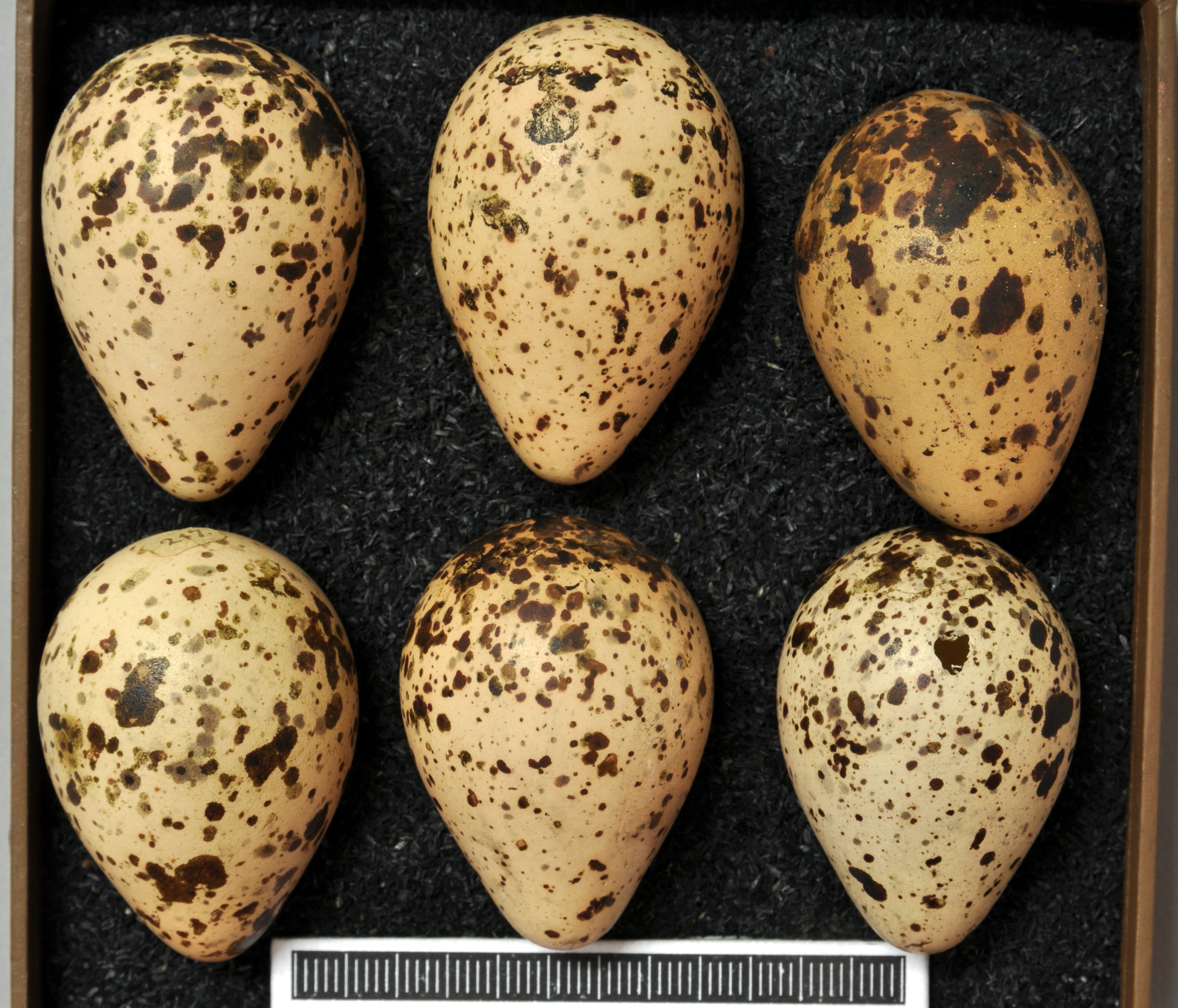
卵, 威斯巴登博物館

红脚鹬（学名：Tringa totanus）又名紅腳鷸，为鹬科鹬属的鸟类。该物种的模式产地在瑞典。

## 分類
赤足鷸由瑞典博物學家卡爾·林奈於1758年在他的自然系統的第十版自然系統中正式描述，並給予了雙名法的名稱Scolopax totanus。 現在它與其他十二種物種一起被歸入林奈在1758年引入的鷸屬（Tringa）中。 屬名Tringa是義大利博物學家烏利塞·阿爾德羅萬迪於1603年根據古希臘語trungas為白腰草鷸賦予的新拉丁語名稱，該名稱指的是亞里士多德提到的一種鶇大小的白臀、會點頭的涉水鳥。種小名totanus來自，這是這種鳥的義大利名稱。
共認可六個亞種：
- T. t. robusta （Schiøler，1919年）[7] – 在冰島和法羅群島繁殖；在不列顛群島和西歐非繁殖季出現
- T. t. totanus（林奈，1758年） – 在西歐、北歐至西西伯利亞繁殖；在非洲、印度和印尼過冬
- T. t. ussuriensis 布圖林，1934年[8] – 在南西伯利亞、蒙古和東亞繁殖；在非洲、印度和東南亞非繁殖季出現
- T. t. terrignotae 邁納茲哈根，R. 與 邁納茲哈根，A.，1926年 – 在南滿洲和中國東部繁殖；在東亞和東南亞非繁殖季出現
- T. t. craggi 黑爾，1971年 – 在中國西北部繁殖；在東亞和東南亞非繁殖季出現
- T. t. eurhina （奧伯霍爾瑟，1900年） [9] – 在塔吉克斯坦、北印度和西藏繁殖；[10]在印度和馬來半島非繁殖季出現

## 描述
赤足鷸在繁殖羽毛期時呈大理石棕色，下方稍微淡一點。冬季羽毛變得稍淡且花紋較少，上方呈灰褐色，下方則為白色。牠們有紅色的腿和黑尖的紅喙，飛行時背部和翅膀上顯示出白色。
鶴鷸（T. erythropus），在北極繁殖，具有較長的喙和腿；其繁殖羽幾乎全黑，冬季則非常淺色。它並非赤足鷸的近親，而是屬於一個高緯度的大型鷸類群體。T. totanus另一方面，赤足鷸與小青足鷸（T. stagnatilis）關係密切，並且與小型鷹斑鷸（T. glareola）的關係更為親近。後者與赤足鷸的祖先似乎在中新世至上新世邊界，大約500-600萬年前分化開來。這三個副極地氣候地區至溫帶地區的物種形成了一個小型鷸類群體，牠們具有紅色或黃褐色的腿，在繁殖羽期，上方通常呈淡棕色，有些較深的斑駁，胸部和頸部有些模糊的小棕色斑點。

## 分佈與棲地
赤足鷸是廣泛分佈於溫帶歐亞大陸的繁殖鳥類。它是一種遷徙性物種，冬季在地中海沿岸、歐洲的大西洋沿岸（從愛爾蘭和大不列顛南部向南）以及南亞過冬。牠們在這些地區之外很少見，如在密克羅尼西亞的帕勞，該物種曾於1970年代中期及2000年有過記錄。
在2021年4月，一隻被標記的赤足鷸在印度泰米爾納德邦的甘尼亞古馬里縣的馬納庫迪鳥類保護區（Manakudi Bird Sanctuary）被發現。

## 行為與生態
牠們是警覺且吵鬧的鳥類，會用響亮的尖銳叫聲提醒其他動物。

### 繁殖
赤足鷸會在任何濕地築巢，從潮濕的草地到鹽沼，常常以高密度分佈。 牠們會產下3到5顆蛋。

### 食物與覓食
像大多數涉禽一樣，牠們以小型無脊椎動物為食。

## 現狀
赤足鷸分佈廣泛，在某些地區數量相當多，因此未被IUCN列為瀕危物種。 它是非歐亞遷移性水鳥協定（AEWA）所涵蓋的物種之一。

## Gallery

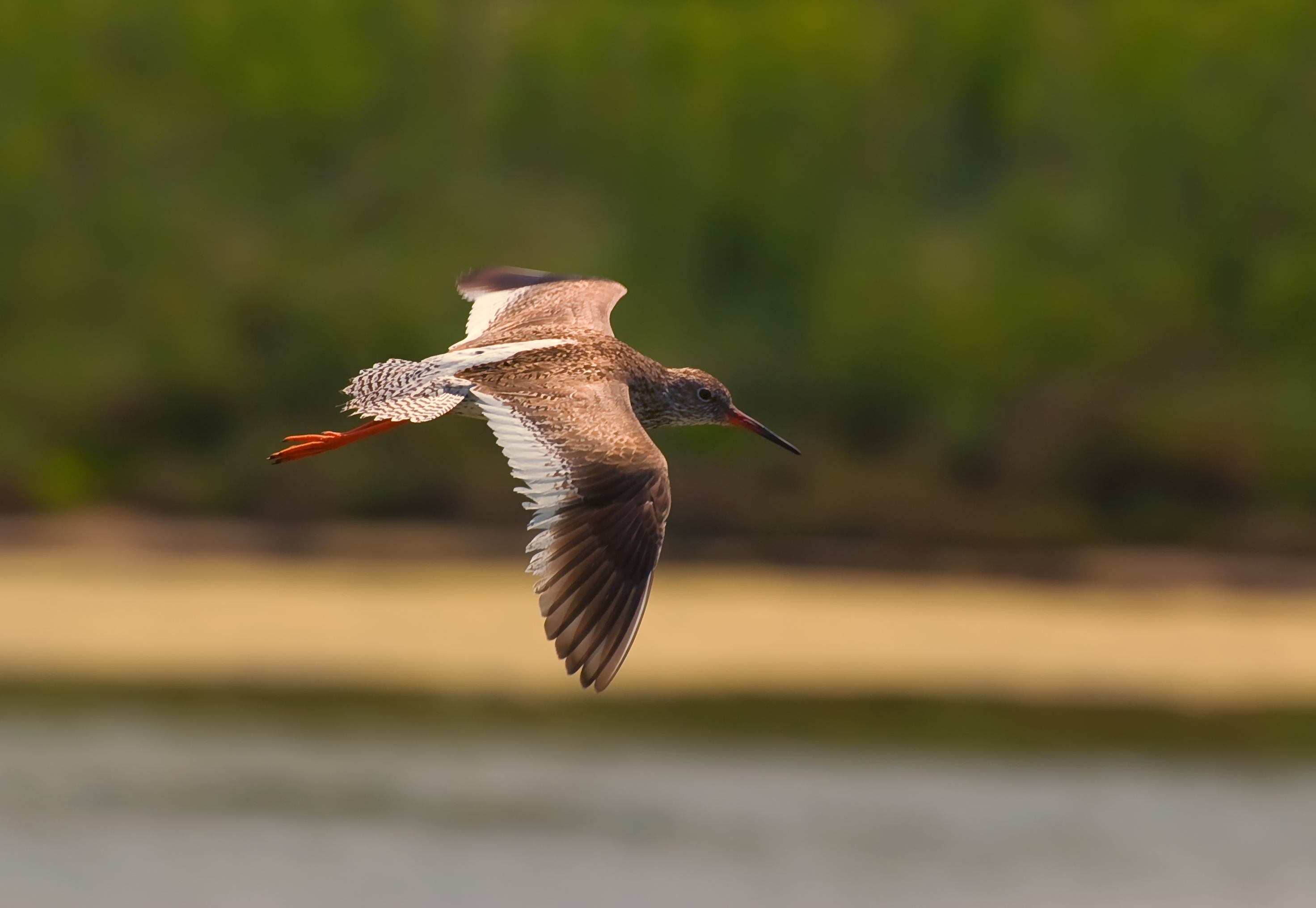
飛行中的赤足鷸（非繁殖） (威尼斯潟湖, 義大利)
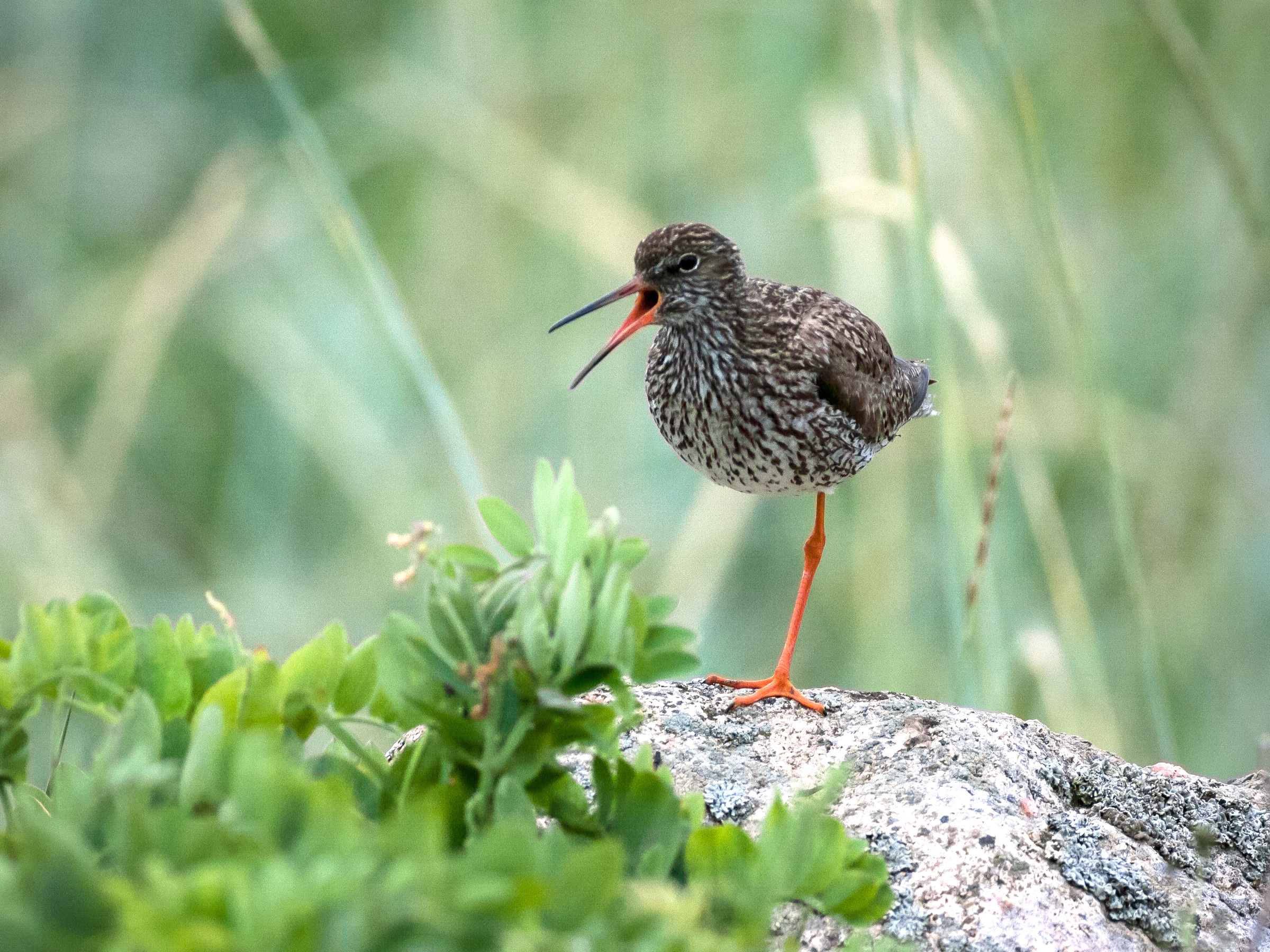
赤足鷸 海盧奧托，芬蘭
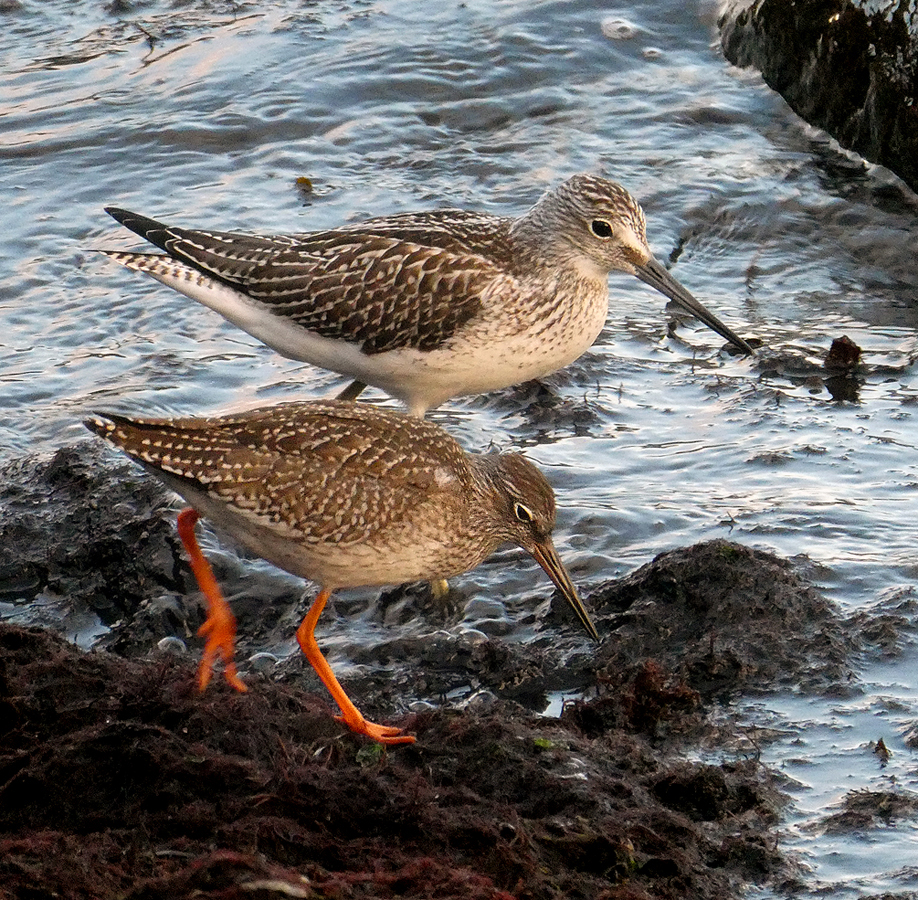
赤足鷸明顯小於青足鷸
- 赤足鷸覓食中